# Panavia Tornado ADV
Le Panavia Tornado ADV (de l'anglais : « Air Defense Variant ») est un avion britannique de longue portée, intercepteur bimoteur, et version du Panavia Tornado. Jusqu'en mars 2011, le Tornado ADV a servi la Royal Air Force (RAF), qui a été le principal utilisateur de ce type d'avion de chasse. L'avion effectua son premier vol le 27 octobre 1979, puis entra en service en 1986. Il a été retiré du service le 22 mars 2011 par la RAF, et est maintenant seulement en service avec la Force aérienne royale saoudienne (RSAF). L'aviation italienne a également exploité ce type de modèle.
L'avion a été initialement conçu pour intercepter les bombardiers soviétiques devant arriver de l'Est pour attaquer le Royaume-Uni. Les Tornado ADV de la Royal Saudi Air Force ont été produits sur le modèle du Tornado F3. La RAF et la RSAF ont remplacé les Tornado ADV par l'Eurofighter Typhoon.